# Paralamyctes neverneverensis
Paralamyctes neverneverensis – gatunek parecznika z rzędu drewniakokształtnych i rodziny Henicopidae.
Gatunek ten opisany został w 2001 roku przez G.D. Edgecombego. Holotyp odłowiono nad Nana Creek w okolicy Lowanny. Epitet gatunkowy nawiązuje natomiast do innego miejsca występowania: Never Never w Parku Narodowym Dorrigo.
Parecznik ten osiąga do 1,4 mm długości tarczy głowowej i wyglądem jest bardzo podobny do P. monteithi. Ubarwienie okazów przechowywanych w alkoholu to różne odcienie pomarańczowego, gdzieniegdzie  z kasztanowym nakrapieniem; na sternitach obecna kasztanowa i purpurowa siateczka, a proksymalne części odnóży są jasnożółte z niebieskimi łatkami. Czułki składają się 20–21 członów, z których dwa początkowe są wyraźnie większe od pozostałych. Narząd Tömösváry’ego leży na pleurycie głowowym. a szwy wokół niego są niezmodyfikowane. Coxosterna szczękonóży trapezowate; na wąskiej i wypukłej krawędzi dentalnej każdego z nich znajduje się 5–6 dużych, spiczastych ząbków. Tarsungulum ma część przedstopową dość krótką, nieco tylko dłuższą od stopowej. Golenie odnóży 15 pary wyposażone są w zaopatrzony w kolce wyrostek dystalny. Liczba porów koksalnych na poszczególnych biodrach wynosi u samic od 2 do 4, a u samców od 2 do 3, a ich kształt jest okrągły.
Wij endemiczny dla Australii, znany z Nowej Południowej Walii.